# Megalleucosma pauliani
Megalleucosma pauliani är en skalbaggsart som beskrevs av Franz Antoine 1989. Megalleucosma pauliani ingår i släktet Megalleucosma och familjen Cetoniidae. Inga underarter finns listade i Catalogue of Life.